# Tiberiobardiïta
La tiberiobardiïta és un mineral de la classe dels silicats. Rep el nom en honor de Tiberio Bardi (n. 1960) per la seva contribució a l'estudi de la mineralogia de la Toscana, sent ell qui va recollir els primers exemplars d'aquesta espècie.

## Característiques
La tiberiobardiïta és un silicat de fórmula química {Cu9Al[SiO₃(OH)]₂(OH)₁₂(H₂O)₆}(SO₄)1.5·10H₂O. Va ser aprovada com a espècie vàlida per l'Associació Mineralògica Internacional l'any 2017, sent publicada per primera vegada el 2018. Cristal·litza en el sistema trigonal.
L'exemplar que va servir per a determinar l'espècie, el que es coneix com a material tipus, es troba conservat a les col·leccions mineralògiques del Museu d'Història Natural de la Universitat de Pisa, a Itàlia, amb el número de catàleg: 19900.

## Formació i jaciments
Va ser descoberta a Cretaio, a Massa Marittima, dins la província de Grosseto (Toscana, Itàlia), tractant-se de l'únic indret de tot el planeta on ha estat descrita aquesta espècie mineral.